# Ronald Shaver
Ronald "Ron" Shaver (* 16. Juni 1951 in Galt, Ontario) ist ein ehemaliger kanadischer Eiskunstläufer, der im Einzellauf startete.
Shaver wurde 1973, 1974 und 1976 kanadischer Vize-Meister hinter Toller Cranston, nach dessen Rücktritt wurde er 1977 kanadischer Meister. Von 1973 bis 1977 nahm er viermal an Weltmeisterschaften teil, sein bestes Ergebnis war der fünfte Platz 1974 in München. Die Olympischen Spiele 1976 musste er aufgeben, nachdem er die Pflicht auf Platz 6 beendet hatte und das Kurzprogramm auf Platz 3. An der Weltmeisterschaft im gleichen Jahr nahm er nicht teil.

## Ergebnisse
| Wettbewerb / Jahr          | 1970 | 1971 | 1972 | 1973 | 1974 | 1975 | 1976 | 1977 |
| -------------------------- | ---- | ---- | ---- | ---- | ---- | ---- | ---- | ---- |
| Olympische Winterspiele    |      |      |      |      |      |      | Z    |      |
| Weltmeisterschaften        |      |      |      | 8.   | 5.   | 8.   |      | 6.   |
| Kanadische Meisterschaften | 3.   |      |      | 2.   | 2.   |      | 2.   | 1.   |

- Z = Zurückgezogen